# Walsham-le-Willows F.C.
Walsham le Willows Football Club là một câu lạc bộ bóng đá Anh tọa lạc ở làng Walsham-le-Willows, Suffolk. Hiện tại họ là thành viên của Eastern Counties League Premier Division và chơi trên sân nhà Summer Road. CLB là hội viên của Suffolk County FA.

## Lịch sử
CLB thành lập vào khoảng năm 1890, thi đấu trên sân Sumner Road nơi chỉ là một cái lều lớn có mái. Trong Thế chiến thứ II, sân được đào xới lên để trồng thức ăn, và không được trả lại để thi đấu thể thao cho đến năm 1951.
Họ là thành viên sáng lập của St. Edmundsbury Football League năm 1907, vô địch Suffolk Junior Cup năm 1988, 1989 và 1990. Sau khi giành nhiều danh hiệu vô địch, CLB chuyển sang Suffolk & Ipswich League năm 1989. Đội bóng vô địch Senior Division mùa giải 2001–02 và một lần nữa ở mùa 2002–03. Mùa giải sau đó họ đứng thứ 2 chung cuộc, nhưng lại được thăng hạng Division One của Eastern Counties League.
CLB kết thúc ở vị trí thứ 4 trong mùa giải đầu tiên ở hạng đấu mới, vào đến chung kết Suffolk Senior Cup, thua 2–1 trước Needham Market. Mùa giải tiếp đó họ lại vào được chung kết, lần này đánh bại Capel Plough với tỷ số 4–3. Mùa giải 2006–07, CLB vô địch Division One, thăng hạng Premier Division.

## Các danh hiệu
- Eastern Counties League
  - Vô địch Division One 2006–07
- Suffolk & Ipswich League
  - Vô địch Senior Division 2001–02, 2002–03
  - Vô địch League Cup 1999, 2000, 2002
- Suffolk Senior Cup
  - Vô địch 2006
- Suffolk Junior Cup
  - Vô địch 1988, 1989, 1990

## Các kỉ lục
- FA Cup
  - Vòng sơ loại thứ 1 2007–08, 2008–09, 2009–10, 2011–12
- FA Vase
  - Vòng 2 2010–11